# Штајнкирхен (Алтес Ланд)
Штајнкирхен (њем. Steinkirchen) општина је у њемачкој савезној држави Доња Саксонија. Једно је од 40 општинских средишта округа Штаде. Према процјени из 2010. у општини је живјело 1.613 становника. Посједује регионалну шифру (AGS) 3359039.

## Географски и демографски подаци
Штајнкирхен се налази у савезној држави Доња Саксонија у округу Штаде. Општина се налази на надморској висини од 7 метара. Површина општине износи 9,6 km². У самом мјесту је, према процјени из 2010. године, живјело 1.613 становника. Просјечна густина становништва износи 169 становника/km².